# Rokas Giedraitis
Rokas Giedraitis (Tauragė, 16 agosto 1992) è un cestista lituano.
È il figlio dell'allenatore ed ex cestista Robertas Giedraitis.

## Carriera
Con la Lituania ha disputato i Campionati mondiali del 2019 e i Campionati europei del 2022.

## Statistiche

### Eurolega
| Anno      | Squadra        | PG  | PT  | MP   | TC%  | 3P%  | TL%  | RP  | AP  | PRP | SP  | PP   |
| --------- | -------------- | --- | --- | ---- | ---- | ---- | ---- | --- | --- | --- | --- | ---- |
| 2019-2020 | Alba Berlino   | 25  | 21  | 27,0 | 46,9 | 39,8 | 84,4 | 4,0 | 1,4 | 1,4 | 0,1 | 13,8 |
| 2020-2021 | Saski Baskonia | 34  | 33  | 28,8 | 47,5 | 40,5 | 82,4 | 3,0 | 1,5 | 1,1 | 0,1 | 12,7 |
| 2021-2022 | Saski Baskonia | 29  | 26  | 28,8 | 45,9 | 39,8 | 80,6 | 3,2 | 1,3 | 1,0 | 0,1 | 11,1 |
| 2022-2023 | Saski Baskonia | 34  | 32  | 26,6 | 44,4 | 29,3 | 82,2 | 5,9 | 1,6 | 0,9 | 0,2 | 10,4 |
| 2023-2024 | Stella Rossa   | 34  | 23  | 25,4 | 44,5 | 34,1 | 81,5 | 3,8 | 0,9 | 0,9 | 0,1 | 10,0 |
| Carriera  | Carriera       | 156 | 135 | 27,3 | 45,9 | 36,9 | 82,3 | 4,0 | 1,4 | 1,1 | 0,1 | 11,5 |

### Eurocup
| Anno      | Squadra       | PG | PT | MP   | TC%  | 3P%  | TL%  | RP  | AP  | PRP | SP  | PP    |
| --------- | ------------- | -- | -- | ---- | ---- | ---- | ---- | --- | --- | --- | --- | ----- |
| 2015-2016 | Rytas Vilnius | 10 | 2  | 17,8 | 42,9 | 21,7 | 88,9 | 1,8 | 0,6 | 1,0 | 0,4 | 6,1   |
| 2016-2017 | Rytas Vilnius | 14 | 0  | 21,6 | 49,5 | 41,0 | 76,5 | 2,2 | 0,5 | 0,0 | 0,4 | 9,7   |
| 2017-2018 | Rytas Vilnius | 16 | 1  | 25,1 | 46,7 | 36,0 | 68,9 | 2,9 | 1,6 | 1,2 | 0,4 | 12,4  |
| 2018-2019 | Alba Berlino  | 24 | 21 | 28,0 | 48,6 | 42,1 | 84,6 | 4,1 | 1,4 | 1,6 | 0,2 | 14,8* |
| Carriera  | Carriera      | 64 | 24 | 24,3 | 47,7 | 38,7 | 78,7 | 3,0 | 1,1 | 1,0 | 0,3 | 11,7  |

## Palmarès

### Squadra
- Campionato tedesco: 1

Alba Berlino: 2019-2020
- Campionato serbo: 1

Stella Rossa: 2023-2024
- Lega Baltica: 3

Šiauliai: 2013-2014, 2014-2015, 2015-2016
- Coppa di Lituania: 1

Lietuvos rytas: 2016
- Coppa di Germania: 1

Alba Berlino: 2019-2020
- Coppa di Serbia: 2

Stella Rossa: 2024, 2025
- Lega Adriatica: 1

Stella Rossa: 2023-2024

### Individuale
- MVP Lega Baltica: 1

Šiauliai: 2015-16
- All-Eurocup First Team: 1

Alba Berlino: 2018-19